# Team Sky/2010

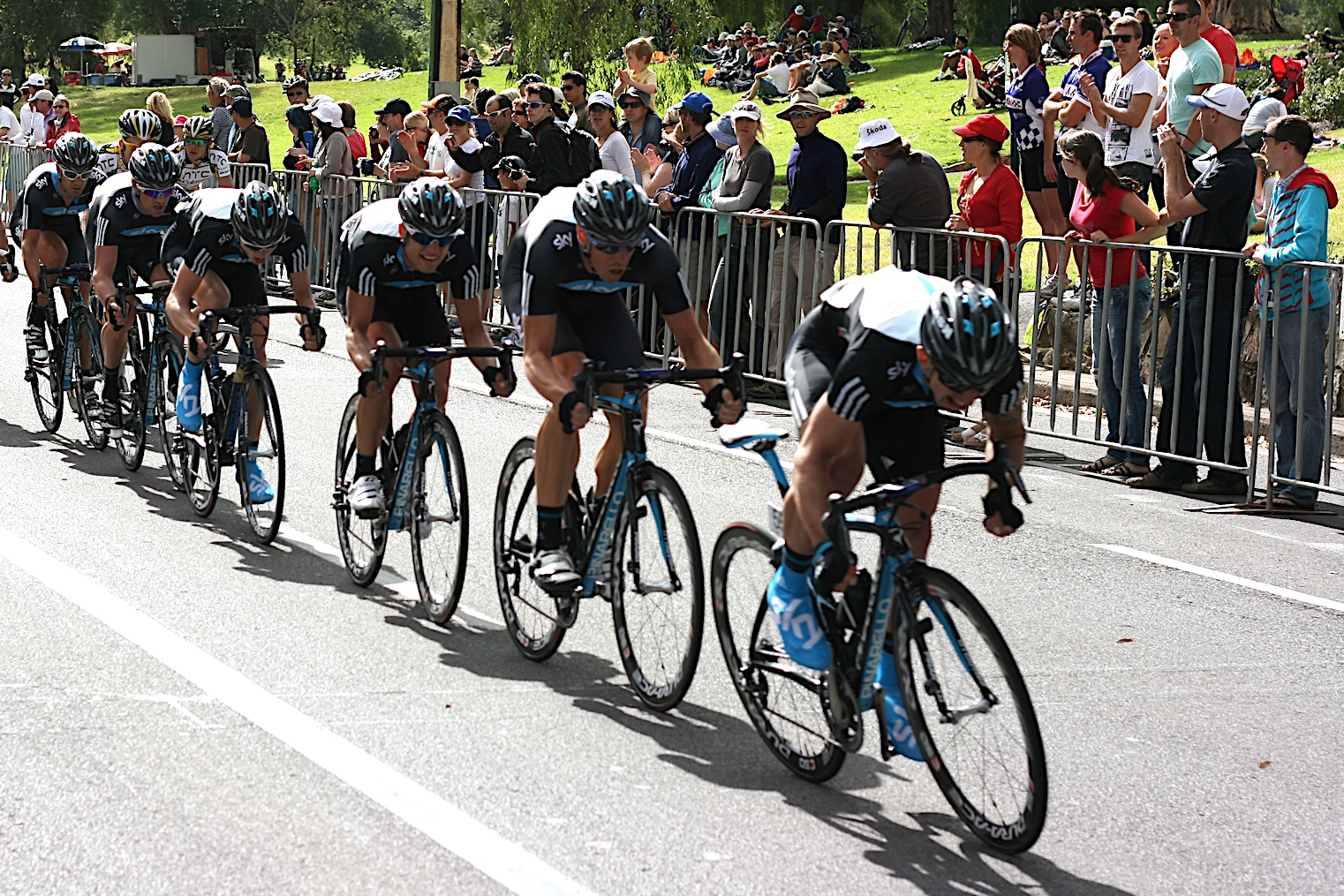
Team Sky tijdens de People's Choice Classic 2010

Deze pagina geeft een overzicht van de Team Sky-wielerploeg in het seizoen 2010.

## Algemeen
Sponsor: BSkyB
Algemeen manager: Dave Brailsford
Team manager: Scott Sunderland
Ploegleiders: Marcus Ljungqvist, Steven de Jongh, Sean Yates,
Fietsen: Pinarello
Kleding: Adidas

## Renners
| Naam                 | Geboortedatum | Nationaliteit       | Ploeg 2009              |
| -------------------- | ------------- | ------------------- | ----------------------- |
| Kurt-Asle Arvesen    | 09-02-1975    | Noorwegen           | Team Saxo Bank          |
| John-Lee Augustyn    | 10-08-1986    | Zuid-Afrika         | Barloworld              |
| Michael Barry        | 18-12-1975    | Canada              | Team Columbia           |
| Sylvain Calzati      | 01-07-1979    | Frankrijk           | Agritubel               |
| Kjell Carlström      | 18-10-1976    | Finland             | Liquigas                |
| Dario Cioni          | 02-12-1974    | Italië              | ISD                     |
| Steve Cummings       | 19-03-1981    | Verenigd Koninkrijk | Barloworld              |
| Russell Downing      | 23-08-1978    | Verenigd Koninkrijk | CandiTV-Marshalls Pasta |
| Juan Antonio Flecha  | 17-09-1977    | Spanje              | Rabobank                |
| Chris Froome         | 20-05-1985    | Verenigd Koninkrijk | Barloworld              |
| Simon Gerrans        | 16-05-1980    | Australië           | Cervélo                 |
| Edvald Boasson Hagen | 17-05-1987    | Noorwegen           | Team Columbia           |
| Mathew Hayman        | 20-04-1978    | Australië           | Rabobank                |
| Greg Henderson       | 09-10-1976    | Nieuw-Zeeland       | Team Columbia           |
| Steven de Jongh      | 25-11-1973    | Nederland           | Quickstep-Innergetic    |
| Peter Kennaugh       | 15-06-1989    | Verenigd Koninkrijk | neoprof                 |
| Thomas Lövkvist      | 04-04-1984    | Zweden              | Team Columbia           |
| Lars Petter Nordhaug | 14-05-1984    | Noorwegen           | Joker Bianchi           |
| Serge Pauwels        | 21-11-1983    | België              | Cervélo                 |
| Nicolas Portal       | 23-04-1979    | Frankrijk           | Caisse d'Epargne        |
| Morris Possoni       | 01-07-1984    | Italië              | Team Columbia           |
| Ian Stannard         | 25-05-1987    | Verenigd Koninkrijk | ISD                     |
| Chris Sutton         | 10-09-1984    | Australië           | Garmin-Slipstream       |
| Ben Swift            | 06-12-1987    | Verenigd Koninkrijk | Team Katjoesja          |
| Geraint Thomas       | 25-05-1986    | Verenigd Koninkrijk | Barloworld              |
| Davide Viganò        | 12-06-1984    | Italië              | Fuji-Servetto           |
| Bradley Wiggins      | 28-04-1980    | Verenigd Koninkrijk | Team Garmin             |

## Belangrijke overwinningen
| Jayco Bay Cycling Classic 2e etappe: Greg Henderson Eindklassement: Chris Sutton Cancer Council Classic Winnaar: Greg Henderson Tour Down Under 6e etappe: Chris Sutton Ronde van Qatar 1e etappe (ploegentijdrit): *1) Ronde van Oman 3e etappe: Edvald Boasson Hagen 6e etappe (tijdrit): Edvald Boasson Hagen Omloop Het Nieuwsblad Juan Antonio Flecha Parijs-Nice 1e etappe: Greg Henderson Tirreno-Adriatico 2010 7e etappe: Edvald Boasson Hagen | Internationaal Wegcriterium 2e etappe: Russell Downing Ronde van Italië 1e etappe (tijdrit): Bradley Wiggins Ronde van Picardië 2e etappe: Ben Swift Eindklassement: Ben Swift Critérium du Dauphiné 7e etappe: Edvald Boasson Hagen Ster Elektrotoer 2e etappe: Greg Henderson Brixia Tour 3e etappe: Chris Sutton Ronde van Wallonië 5e etappe: Russell Downing Eindklassement: Russell Downing Dutch Food Valley Classic Edvald Boasson Hagen | Eneco Tour 4e etappe: Greg Henderson Ronde van Groot-Brittannië 2e etappe: Greg Henderson Ronde van Southland 4e etappe: Greg Henderson 9e etappe: Greg Henderson Nationale kampioenschappen Groot-Brittannië, wegwedstrijd: Geraint Thomas Groot-Brittannië, tijdrit: Bradley Wiggins Noorwegen, tijdrit: Edvald Boasson Hagen |

*1) Ploeg ronde van Qatar: Arvesen, Boasson Hagen, Downing , Flecha, Nordhaug, Stannard, Thomas, Wiggins
2010 · 2011 · 2012 · 2013 · 2014 · 2015 · 2016 · 2017 · 2018 · 2019 · 2020 · 2021 · 2022 · 2023 · 2024 · 2025
AG2R-La Mondiale · Astana · Caisse d'Epargne · Euskaltel-Euskadi · Footon-Servetto-Fuji · Française des Jeux · Team Garmin-Transitions · Team HTC-Columbia · Katjoesja · Lampre-Farnese Vini · Liquigas-Doimo · Team Milram · Omega Pharma-Lotto · Quick·Step · Rabobank · Team RadioShack · Team Saxo Bank · Team Sky